# James O’Grady
James O’Grady (ur. 6 maja 1866 w Bristolu, zm. 10 grudnia 1934 w Londynie) – brytyjski działacz związkowy, polityk i administrator kolonialny. W latach 1906–1924 poseł do Izby Gmin, następnie gubernator Tasmanii (1924-1930) i gubernator Falklandów (1931-1934).

## Życiorys
Pochodził z ubogiej, robotniczej rodziny o irlandzkich korzeniach. Już jako dziesięciolatek zaczął pracować zarobkowo w różnych miejscach, ostatecznie związał się na stałe z branżą meblarską. W latach 90. XIX wieku bardzo aktywnie zaangażował się w działalność związkową, zaś 1898 został wybrany na przewodniczącego Kongresu Związku Zawodowych.

### Izba Gmin
W 1906 został po raz pierwszy wybrany do Izby Gmin, startując jako kandydat Partii Pracy w okręgu wyborczym Leeds East, zaś po jego likwidacji w 1918, przeniósł się do okręgu Leeds South East. W parlamencie dał się poznać jako osoba łącząca, co było nieco nietypowe, głęboko lewicowe poglądy społeczne z poparciem dla kolonialnych i imperialnych ambicji Wielkiej Brytanii. Z tego względu w latach 1917-1919 był nieformalnym emisariuszem władz brytyjskich ds. kontaktów z bolszewikami. Radził sobie w tej roli na tyle dobrze, iż poważnie rozważano mianowanie go ambasadorem w Moskwie.

### Tasmania
Ostatecznie został jednak mianowany gubernatorem Tasmanii, stając się jednym z pierwszych polityków lewicy, którzy zgodzili się przyjąć stanowisko gubernatorskie w koloniach lub dominiach. Tasmania przeżywała wówczas bardzo poważne trudności ekonomiczne, stąd osoba o skromnym pochodzeniu i socjaldemokratycznej wrażliwości O’Grady’ego była w stanie dużo łatwiej nawiązać nić porozumienia ze zubożałym społeczeństwem niż typowi przedstawiciele służby kolonialnej, wywodzący się z zamożnych rodzin. Z drugiej strony, O’Grady przez całe życie był zaangażowanym religijnie katolikiem i nie wahał się promować na Tasmanii interesów swoich współwyznawców, zwłaszcza w kwestiach edukacji, co narażało go na krytykę w prasie i parlamencie. Dość nietypowo, rolę Pierwszej Damy wypełniała u jego boku córka, bowiem żona nie była w stanie wyjechać z Anglii z uwagi na stan zdrowia.

### Późniejsze życie
W 1931 objął urząd gubernatora Falklandów, jednak kłopoty zdrowotne uniemożliwiły mu dokończenie kadencji. W 1934 podał się do dymisji i jeszcze w tym samym roku zmarł w wieku 68 lat.

## Odznaczenia
W 1924 otrzymał Order św. Michała i św. Jerzego klasy Rycerz Komandor (KCMG), co uprawniało go do używania tytułu sir przed nazwiskiem.